# Jerry Boutsiele
Jerry Boutsiele (* 16. Dezember 1992 in Courcouronnes) ist ein französischer Basketballspieler.

## Werdegang
Der aus dem Großraum Paris stammende Boutsiele spielte zunächst Fußball. Als Basketballspieler wurde er ab 2011 im Nachwuchs von JSF Nanterre ausgebildet. 2013 wechselte er zum Zweitligisten Rouen Métropole Basket. Bei Denain Voltaire Basket in derselben Liga entwickelte er sich stark weiter und empfahl sich für einen Wechsel in die höchste französischen Spielklasse, Ligue Nationale de Basket. Diesen vollzog er 2016, als ihn Cholet Basket verpflichtete. Dort setzte sich Boutsiele gleich durch, erzielte in der Saison 2016/17 9,6 Punkte und 5,6 Rebounds je Begegnung. Im Spieljahr 2017/18 steigerte er sich auf 9,8 Punkte und 7,3 Rebounds pro Partie.
2018 wechselte Boutsiele innerhalb der ersten französischen Liga zu CSP Limoges. In seinen drei Jahren in Limoges steigerte er seine Punktausbeute in jeder Saison, im Spieljahr 2020/21 erzielte er 13,6 Punkte sowie 6,9 Rebounds je Begegnung. Boutsiele wurde im Sommer 2021 von AS Monaco verpflichtet. 2022 ging er zum türkischen Erstligisten Bahçesehir Koleji. In der Saison 2023/24 erzielte er für die Mannschaft 13,8 Punkte je Begegnung und war damit drittbester Korbschütze. Mit 8,8 Rebounds je Begegnung war er mannschaftsintern führend.
Im Sommer 2024 wechselte er innerhalb der Türkei zu Pınar Karşıyaka. Anfang Januar 2025 wechselte er zu Dubai Basketball in die Vereinigten Arabischen Emirate. In der Adriatischen Basketballliga, an der in der Saison 2024/25 mit Dubai teilnahm, erzielte der Franzose im Durchschnitt 10,3 Punkte je Begegnung. Im Sommer 2025 wurde er vom KK Budućnost Podgorica (ebenfalls Adriatische Basketballliga) verpflichtet.

### Nationalmannschaft
Ende November 2020 gab Boutsiele in der Europameisterschaftsqualifikation seinen Einstand in der französischen Nationalmannschaft.